# Kazma SC
El Kazma SC (àrab: نادي كاظمة الرياضي, Nādī Kāẓima ar-Riyāḍī, ‘Club Esportiu de Kàdhima’) és un club de futbol de la ciutat d'Al-Kuwait. Va ser fundat el 31 d'agost de 1964.

## Palmarès
- Lliga kuwaitiana de futbol:[2]
  - 1986, 1987, 1994, 1996
- Copa de l'Emir kuwaitiana de futbol:[3]
  - 1982, 1984, 1990, 1995, 1997, 1998, 2011
- Copa de la Corona kuwaitiana de futbol:[3]
  - 1995
- Copa Al Kurafi:[3]
  - 2004, 2007
- Supercopa kuwaitiana de futbol:[3]
  - 2006
- Copa Federació kuwaitiana de futbol:[3]
  - 2015-16, 2017-18
- Copa de Clubs Campions del Golf:
  - 1987, 1995

### Futbol Sala
- Lliga de Kuwait:
  - 2014–15, 2015–16
- Supercopa de Kuwait:
  - 2015, 2017

### Handbol
- Lliga de Campions de l'AHF:
  - 1998, 1999